# Калинино (Гусевицкий сельсовет)
Калинино (бел. Калініна) — упразднённый в 2016 году посёлок в Гусевицком сельсовете Буда-Кошелёвского района Гомельской области Белоруссии.

## География

### Расположение
В 14 км на юг от Буда-Кошелёво, 6 км от железнодорожной станции Радеево (на линии Жлобин — Гомель), 34 км от Гомеля.

## Транспортная сеть
Транспортные связи по просёлочной, затем автомобильной дороге Буда-Кошелёво — Уваровичи.
Планировка состоит из короткой прямолинейной широтной улицы, застроенной деревянными домами усадебного типа.

## История
Основана в начале XX века переселенцами с соседних деревень. Наиболее активная застройка приходится на 1920-е годы. В 1929 году организован колхоз «Чонгарская дивизия», работали кузница и ветряная мельница. На фронтах Великой Отечественной войны погибли 16 жителей деревни. В 1959 году в составе экспериментальной базы «Пенчин» (центр — деревня Пенчин).
31 августа 2016 года посёлок упразднён.

## Население

### Численность
- 2004 год — 8 хозяйств, 8 жителей

### Динамика
- 1926 год — 29 дворов 190 жителей
- 1959 год — 188 жителей (согласно переписи)
- 2004 год — 8 хозяйств, 8 жителей